# Héctor López Santillana
Héctor Germán René López Santillana (Monterrey, Nuevo León; 28 de enero de 1957) es un administrador de empresas, profesor y político mexicano, que fue gobernador sustituto de Guanajuato de marzo a septiembre de 2012. Es el director general de Guanajuato Puerto Interior desde el 31 de octubre de 2021 durante la gubernatura de Diego Sinhue Rodríguez Vallejo y la de Libia García Muñoz LedoTambién se ha desempeñado como presidente municipal de León de 2015 a 2021 y como secretario general de Gobierno de Guanajuato de 2010 a 2012. Es miembro del Partido Acción Nacional.

## Biografía

### Primeros años
López Santillana nació el 28 de enero de 1957 en Monterrey. Es licenciado en Administración de Empresas egresado de la Universidad del Bajío (hoy Universidad De La Salle Bajío).
Como administrador de empresas trabajó en Corporación Pons, Grupo Coloso, Grupo Flexi e Ingeniería Mecánica Eléctrica de León. También fue profesor durante dieciocho años en la Universidad Iberoamericana de León, entre otras universidades.

### Carrera política
Inició su carrera política cuando fue designado como director general del Fomento Económico Municipal de León. En diciembre de 2003 el gobernador de Guanajuato Juan Carlos Romero Hicks lo designó subsecretario de Integración Económica y Formación Laboral de la Secretaría de Desarrollo Económico Sustentable. En agosto de 2005 ascendió a titular de dicha secretaría.
Cuando Juan Manuel Oliva Ramírez tomó protesta en septiembre de 2006 como nuevo gobernador, lo ratificó en el cargo. El 25 de octubre de 2010 fue transferido a secretario general de Gobierno de Guanajuato.
Tras solicitar Oliva Ramírez licencia a la gubernatura para ser secretario general adjunto del Comité Ejecutivo nacional del PAN, el 29 de marzo de 2012, el Congreso del Estado de Guanajuato lo nombró por unanimidad de los treinta y seis diputados que lo integran, gobernador sustituto para concluir el periodo constitucional hasta el 25 de septiembre del mismo año.
Volvió a desempeñarse como secretario de Desarrollo Económico Sustentable de Guanajuato de 2012 a 2015 durante la gobernatura de Miguel Márquez Márquez.
En 2015 renunció al cargo para postularse en las elecciones locales de Guanajuato para la presidencia municipal de León, que ganó y asumió en octubre del mismo año. Debido a la reforma política-electoral de 2014 —que legalizó la reelección inmediata de ayuntamientos—, pudo presentarse para un segundo trienio en las elecciones locales de Guanajuato de 2018, siendo el primer presidente municipal de León reelecto de la época moderna.
Tras terminar su segundo periodo como presidente municipal, el gobernador Diego Sinhue Rodríguez Vallejo lo designó como director general de Guanajuato Puerto Interior, que ha ejercido desde el 31 de octubre de 2021.

## Controversias

### Acusación de desvío de recursos con despensas
Durante las elecciones locales de Guanajuato, en junio de 2021, Eugenio Martínez Vega, el director de campaña del candidato a la presidencia municipal de León Ricardo Sheffield, denunció a López Santillana ante la Fiscalía General del Estado de Guanajuato por el presunto desvío de recursos de 2.7 millones de pesos. Según el denunciante, habría ocurrido en la pandemia de COVID-19 entre abril y junio de 2020 a través de una adjudicación directa realizada a una empresa fantasma como parte apoyos económicos a las familias afectadas.

### Acusación de desvío de recursos para su familia
En mayo de 2022, la presidenta municipal de León de 2012 a 2015, Bárbara Botello Santibáñez, denunció a López Santillana en la Contraloría Municipal de León, también por peculado.
Aquello debido a que en su primera administración como presidente de León, habría destinado una camioneta y a un conductor,  Martín Ortega González, de Secretaría de Seguridad Pública para fungir como conductor privado de su hija, Paola López Solís; además, de que en septiembre de 2016, habría ocurrido un accidente automovilístico, en el que elemento quedó lesionado y el automóvil fue deshecho.
Botello Santibáñez declaró que dio pruebas suficientes, por lo que la Contraloría tendría que demostrar que no son «tapadera de nadie», en referencia a la renuncia ante una administración panista.

### Acusación de desvío de recursos por «reciprocidades»
En octubre de 2021, una antigua empleada de la Contraloría Municipal de León, Elizabeth Muñoz García, denunció en la Fiscalía General del Estado (FGE) a López Santillana por un millonario desvío de recursos ocurrido durante su segunda administración. La denuncia habría tenido origen en septiembre de 2021 tras el despido del director general de Desarrollo Institucional de León por acoso sexual cuando múltiples exempleados habrían notado durante su empleo los montos ilegales.
Formalmente el dinero nunca habría llegado a formar parte de la tesorería, pues sería separado y resguardado en una caja chica. Víctor Chombo López, director personal adscrito a Desarrollo Institucional de León, habría recibido grandes cantidades irregulares de dinero que ascenderían de los 97 mil pesos denominadas «reciprocidades», y que formalmente eran para otorgar regalos de miembros de administración.
Chambo López llegó a su cargo en 2018 por recomendación del tesorero de León durante su administración, Enrique Sosa Campos, vinculado por el Tribunal de Justicia Administrativa de Guanajuato por un despojo irregular de una escuela a fin de beneficiar a un empresario, amigo íntimo del aquel entonces secretario de Desarrollo Rural de Guanajuato, Rodolfo Ponce Ávila. Chombo López ya había sido inhabilitado en 2015 a no ejercer la función pública por dos años por un desvío de 25 millones de pesos durante su encargo como tesorero de Moroleón durante la administración del presidente municipal panista René Mandujano Tinajero. Además, en diciembre de 2021 se presentó otra denuncia directamente contra Chombo López por compensaciones ilegales por una cantidad de 1.2 millones de pesos.
En enero de 2022, la contralora de León, Viridiana Márquez, confirmó que se abrió una investigación y que las «reciprocidades» habrían sido otorgadas por más de diecinueve empresas destinadas para la compra de regalos personales de los servidores públicos.
Por su parte, en febrero de 2022, López Santillana declaró: «El que nada debe, nada teme y aquí estoy»; y que si bien hubo hubo contraprestaciones en especie en beneficio de los funcionarios, que en ningún caso habrían sido moches:

Yo quisiera afirmar cuatro cosas; uno, el que nada debe nada teme; dos, estos elementos, cuando se dieron, los denunciamos y dimos cuenta a Contraloría para que iniciaran su investigación durante mi propia administración; tres, por eso les pido que no le pongan etiquetas porque fueron acuerdos de contraprestación, nosotros favorecíamos a los trabajadores para que compraran con las empresas y en reciprocidad estableciendo mediante convenios”, comentó el actual director de Guanajuato Puerto Interior.

En febrero del mismo mes, el secretario del Ayuntamiento de León, Jorge Daniel Jiménez Lona, declaró que presuntamente habrían participado diecinueve empresas como parte de un «convenio» por el monto exacto de 97 mil 327 pesos. En ese mismo mes, la FGE mandó a declarar a nueve empleados de Desarrollo Institucional de León por la denuncia contra López Santillana.
Por su parte, el gobernador de Guanajuato Diego Sinhue Rodríguez Vallejo respaldó a López Santillana al considerarlo como un hombre ético y honrado: «Se tiene que investigar el tema, yo confío en Héctor López Santillana, yo lo tengo como un hombre probo, hizo una buena administración y se habrá de investigar, como todos los casos»; además de declarar que él no sería cómplice: «Yo no voy a ser tapadera de nadie, si hay algo ilegal, se va a castigar». Asimismo, el presidente estatal del PAN en Guanajuato, Eduardo López Mares en representación de su partido, defendió a López Santillana: «Confiamos en la probidad de Héctor López Santillana, creemos que no existe ninguna irregularidad».

## Familia
Es hijo de José Germán Héctor López García y María del Carmen Santillana Orduña. Está casado con María Lourdes Solís, con quien tiene dos hijos, Paola y Mauricio.